# توم واتسون (لاعب كرة قدم)
توم واتسون (بالإنجليزية: Tom Watson)‏ (4 أكتوبر 1902 ببلفاست في المملكة المتحدة - 1 يناير 1978) هو لاعب كرة قدم أيرلندي في مركز الظهير. شارك مع منتخب أيرلندا لكرة القدم. أما مع النوادي، فقد لعب مع كارديف سيتي ونادي كروسيدرز ونادي لينفيلد.

## وصلات خارجية
- توم واتسون على موقع قاعدة بيانات كرة القدم.إي يو (الإنجليزية)